# Leiedal Koerse 2022
Leiedal Koerse 2022 die ook doorging als E3 Saxo Bank Classic was een eendaagse wielerwedstrijd voor vrouwen van de UCI categorie 1.2 op 30 april 2022 met start en aankomst in Bavikhove. Het was de eerste editie van de E3 voor vrouwen. De officieuze start was in Bavikhove, terwijl de officiële start in Harelbeke lag.
De editie was een samenwerking van E3 Saxo Bank Classic met Leiedal Koerse. Op diezelfde dag werden in totaal 3 koersen gehouden (E3 junioren/vrouwen en een criterium voor de heren).
De afstand van de race was 134 km. 

## Klassement
1. Femke Markus
2. Nicole Steigenga
3. Mischa Bredewold